# محافظة حولي
محافظة حَوَلِّي هي محافظة كويتية تقع على ساحل الخليج العربي ويبلغ عدد سكانها 664,299 نسمة وهي بذلك تعد أكبر المحافظات كثافة سكانية وتسكنها عدة جاليات عربية مختلفة الجنسيات وبها عدة مشاريع تجارية ومجمعات تجارية وسكانية ضخمة ومن أهم شوارعها الرئيسية شارع بيروت وشارع تونس في حولي وشارع سالم المبارك في السالمية.
وتعتبر منطقة السالمية في محافظة حولي من المناطق التجارية في الكويت وأجملها حيث تحتوي على العديد من الأسواق ولها سمعتها حيث يعتبر شارع الخليج العربي على البحر الممتد من السالمية إلى العاصمة من أجمل الطرق الشاطئية في الكويت كما أن بها العديد من المناطق الترفيهية أهمها منتزة الشعب الترفيهي كما سكن بها العديد من الشخصيات المعروفة التي تربّت في الكويت مثل الملكة رانيا.

## مناطق محافظة حولي
تتكون محافظة حولي من 16 منطقة وهي كالتالي حسب عدد السكان:
- السالمية
- حولي
- سلوى
- الجابرية
- الرميثية
- بيان
- مشرف
- الشعب
- السلام
- حطين
- الزهراء
- ضاحية مبارك العبد الله الجابر
- الشهداء
- البدع
- الصديق
- النقرة

### عاصمتها
منطقة حولي هي عاصمة محافظة حولي، ويقع مبنى المحافظة في زاوية تقاطع شارع تونس مع شارع بيروت وحولي تنقسم إلى عدة أحياء صغيرة قديمة لا يعرفها حاليا إلّا كبار السن من الكويتين والمقيمين فيها وتنقسم إلى حولي والنقرة. فحولي هي تكون منطقة ميدان حولي وتمتد إلى حولي الحالية إلى شارع تونس أما النقرة فهي من شارع تونس إلى نهاية حولي الحالية وتنقسم النقرة إلى أربعة نقرة الشمالية ونقرة الجنوبية ونقرة الطواري ونقرة العثمان.

## محافظو محافظة حولي
- من 21 فبراير 1962 إلى 15 فبراير 1978 الشيخ نواف الأحمد الجابر الصباح.[3]
- من 19 مارس 1979 إلى 30 سبتمبر 1985 الشيخ جابر مبارك الحمد الصباح.
- من 1 نوفمبر 1985 إلى 1 مارس 1987 السيد عبد الرحمن عبد الله المحجم.
- من 9 ديسمبر 1987 إلى 9 أكتوبر 1988 الشيخ سلمان حمود السلمان الصباح.
- من 12 أكتوبر 1988 إلى 2 أغسطس 1990 السيد عبد اللطيف محمد البرجس.
- من 5 أغسطس 1991 إلى 26 نوفمبر 1999 الدكتور داود مساعد الصالح.
- من 27 نوفمبر 1999 إلى 6 أكتوبر 2000 السيد إبراهيم جاسم المضف.
- من 7 نوفمبر 2000 إلى عام 2006 الفريق عبد الحميد حجي عبد الرحيم.
- من عام 2006 إلى عام 2014 اللواء عبد الله الفارس.
- من عام 2014 إلى 2021 الفريق أول م. الشيخ أحمد نواف الأحمد الجابر الصباح.
- من عام 2021 السيد علي سالم مفلح الأصفر.

## معالم المحافظة
الشواطئ البحرية، الأسواق التجارية، المجمعات الكبيرة المولات، المركز العلمي الاكواريم، ميناء رأس الأرض، معرض الكويت الدولي، النادي العلمي، قصر بيان، قصر الشعب، قصر مشرف، قصر دار سلوى، الفنادق، النوادي الرياضية، النوادي الاجتماعية، النوادي البحرية، منطقة الوزرات في منطقة الشهداء.

### من المباني المهمة في المحافظة
جمعية الشرطة الاستهلاكية، مبنى وزارة الكهرباء والماء، مبنى وزارة الأشغال العامة، مبنى الهيئة العامة للمعلومات المدنية، مبنى اختبار القيادة، مبنى المؤسسة العامة للرعاية السكنية، مبنى الإدارة العامة لأمن الدولة، مبنى الهيئة العامة للصناعة، السفارة الأمريكية، سفارة الفاتيكان، السفارة العراقية، سفارة اليابان، سفارة سيريلانكا، السفارة اليمنية، سفارة هنغاريا، سفارة الأردن

### الشواطئ والنوادي البحرية
- نادي رأس الأرض البحري
- نادي الشعب البحري
- نادي اليخوت

### النوادي الاجتماعية والرياضية
- نادي السمالية الرياضي
- نادي اليرموك الرياضي
- نادي القادسية الرياضي
- جمعية الثقافة الاجتماعية
- جميعة الاستقلال الثقافية
- مركز شباب السالمية

### أهم المجمعات التجارية
مجمع زهرا، برج ليلى، مجمع ليلى غاليري، مجمع الفنار، مارينا مول، مجمع سوق السالمية، مجمع البستان، المهلب مول، 360 مول، مجمع النقرة الشمالي، مجمع النقرة الجنوبي، مجمع العثمان، العثمان مول، حولي بلازا، البحر مول، أولمبيا مول.

### المساجد
أما المساجد فكما يفيد موقع وزارة الأوقاف الكويتية قطاع المساجد أن لمحافظة حولي عدد 210 مساجد الواقعة في جميع أنحاء المحافظة .

### التعليم
مدارس رياض الأطفال يوجد عدد 29 روضة في كافة أنحاء المحافظة
مدارس المرحلة الابتدائية يوجد عدد 18 للبنين و 16 للبنات في كافة أنحاء المحافظة
مدارس المرحلة المتوسطة يوجد عدد 15 للبنين و 16 للبنات في كافة أنحاء المحافظة
مدارس المرحلة الثانوية يوجد عدد 10 للبنين و 9 للبنات في كافة أنحاء المحافظة
مدارس التعليم الخاص يوجد عدد 44 مدرسة للبنين والبنات والمختلط في كافة أنحاء المحافظة.

### التعليم العالي
- أفرع جامعة الكويت: يوجد كلية الطب وأخرى
- أفرع الهيئة العامة للتعليم التطبيقي والتدريب: يوجد عدد من الكليات والمعاهد في مناطق حولي والسالمية
- أما الجامعات الخاصة والمعاهد فيوجد في مناطق السالمية وحولي والشعب وضاحية مبارك العبد الله
- من الجامعات الخاصة: الكلية الأسترالية، الجامعة الأمريكية في الكويت، كلية الخليج للعلوم والتكنولوجيا.